# Торн, Доминик
Домини́к Торн (англ. Dominique Thorne; род. 11 мая 1997, Нью-Йорк, Нью-Йорк, США) — американская актриса. Снялась в фильмах «Если Бил-стрит могла бы заговорить» (2018) в роли Шейлы Хант и «Иуда и чёрный мессия» (2021) в роли Джуди Хармон.
Более широкую известность получила после исполнения роли Рири Уильямс / Железного сердца в фильме «Чёрная пантера: Ваканда навеки» (2022) и телесериале Disney+ «Железное сердце», входящих в медиафраншизу «Кинематографическая вселенная Marvel».

## Ранняя жизнь
Доминик Торн родилась в Нью-Йорке в семье Нериссы Гай и Нави Гай, иммигрантов из Тринидада и Тобаго. У неё есть два брата, Кай-Мани и Калеб. Торн училась в Профессиональной школе исполнительских искусств на Манхэттене (PPAS), где формально изучала драматический театр. В старшем классе средней школы она выиграла премию Young Arts Award 2015 в Spoken Theater, а также награду Президента США в области искусства, которую ежегодно вручает Белый дом. После подачи заявок в ряд университетов как на академические, так и на художественные программы, Торн решила поступить в Корнеллский университет, где она получила степень бакалавра в области человеческого развития с дополнительной специальностью в области исследований неравенства. Закончила обучение в мае 2019 года. По состоянию на 2020 год живёт с семьёй на северо-востоке США в штате Делавэр.

## Карьера
В 2018 году Торн дебютировала в полнометражном фильме «Если Бил-стрит могла бы заговорить» в роли Шелии Хант, вспыльчивой младшей сестры главной героини Фонни Хант, основанном на одноимённом романе Джеймса Болдуина. В 2021 году она сыграла Джуди Хармон, участницу организации «Чёрные пантеры», в фильме «Иуда и чёрный мессия».
В 2020 году была выбрана на роль супергероини Рири Уильямс / Железного сердца от компании Marvel Comics, в которой она дебютировала в художественном фильме 2022 года «Чёрная пантера: Ваканда навеки», а затем снялась в телесериале для Disney+ «Железное сердце» в главной роли. Действия фильма и сериала происходят в медиафраншизе «Кинематографическая вселенная Marvel».

## Фильмография

### Фильмы
| Год  | Название                           | Роль                           |
| ---- | ---------------------------------- | ------------------------------ |
| 2018 | Если Бил-стрит могла бы заговорить | Шейла Хант                     |
| 2021 | Иуда и чёрный мессия               | Джуди Хармон                   |
| 2022 | Чёрная пантера: Ваканда навеки     | Рири Уильямс / Железное сердце |
| 2024 | Странные сказки                    | Барби                          |

### Телевидение
| Год  | Название        | Роль                           | Комментарии                                                           |
| ---- | --------------- | ------------------------------ | --------------------------------------------------------------------- |
| 2024 | Что, если…?     | Рири Уильямс / Железное сердце | Голос (сезон 3, эпизод «Что, если… Пробуждение уничтожило бы Землю?») |
| 2025 | Железное сердце | Рири Уильямс / Железное сердце | Главная роль                                                          |
| 2025 | Зомби Marvel    | Рири Уильямс / Железное сердце | Голос, в производстве                                                 |

### Театр
| Год  | Название                          | Роль | Комментарии      | Театр                      |
| ---- | --------------------------------- | ---- | ---------------- | -------------------------- |
| 2023 | Африкансоке плетение волос Джаджи | Мари | Дебют на Бродвее | Театр Сэмюэля Дж. Фридмана |